# Gaston Reiff
Gaston Étienne Ghislain Reiff, né le 24 février 1921 à Braine-l'Alleud en Belgique et mort le 6 mai 1992  dans la même ville, est un athlète belge.
Il a participé deux fois aux Jeux olympiques.

## Biographie

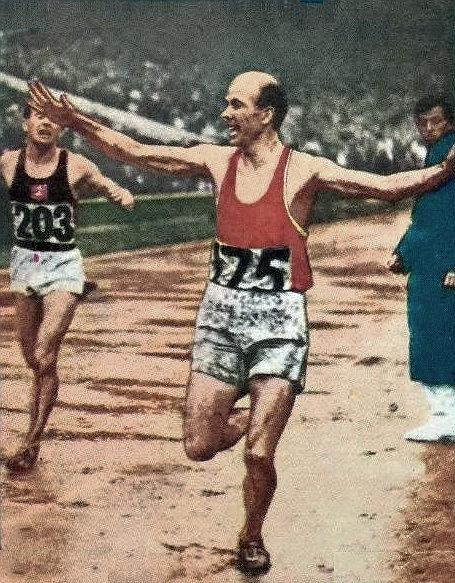
Gaston Reiff, victorieux aux JO de 1948 sur 5000 m.

Gaston Reiff est le premier Belge à gagner une médaille d'or en athlétisme aux Jeux olympiques en remportant l'épreuve des 5 000 mètres en 14 min 14 s 2, le 2 août 1948 lors des Jeux olympiques de Londres.
L'un des principaux rivaux de Gaston Reiff sur le plan sportif sera le Tchèque Emil Zátopek (La Locomotive tchèque). Ce qui n'empêchera pas les deux hommes d'entretenir une amitié profonde.
Gaston Reiff est décédé le 6 mai 1992 à l'âge de 71 ans. Il repose au cimetière d'Ophain.

## Palmarès
- 24 titres de champion de Belgique
- Prix Roosevelt du Racing Club de France en 1944 (dernière édition, sur 3 milles)
- 26 records nationaux (en 1951, il détenait tous les records de Belgique du 1 000 mètres au 10 000 mètres)[4].
- 1 titre olympique
- 3 records du monde :
  - 2 000 mètres en 1948
  - 3 000 mètres le 12 août 1949 – il a détenu ce record jusqu'au 14 mai 1955[5].
  - 2 miles en 1952

## Honneurs
- 1943 : grand prix d'Honneur de la Fédération belge d'athlétisme[6].
- 1946 : lauréat du Trophée national du Mérite sportif[7].
- 1949 : médaille d'Or du Mérite sportif[8].
- Une rue ainsi que le stade des sports portent son nom à Braine-l'Alleud, un stade où se déroule chaque année le Mémorial Gaston Reiff[9].
- Élu 3e athlète wallon du XXe siècle (dix ans après son décès)[10].